# فرنسيس فونتين
فرنسيس فونتين (بالإنجليزية: Francis Fontaine)‏ (7 مايو 1845، كولومبوس في الولايات المتحدة - 3 مايو 1901، أتلانتا في الولايات المتحدة)؛ كاتب، شاعر وروائي أمريكي.